# .uucp
El .uucp era un pseudo domini de primer nivell genèric usat a finals de la dècada del 1980 per identificar un ordinador no connectat directament a Internet però possiblement accessible a través de passarel·les entre xarxes. En aquest cas, indicava que el nom de l'ordinador central precedent era accessible a través de la xarxa UUCP. Aquest era un dels diversos pseudo dominis de primer nivell que no formaven part del sistema de noms de domini, però que s'usaven a vegades en adreces quan les xarxes alternatives a Internet encara eren populars.
Com que els ordinadors centrals UUCP no sempre tenien noms únics, i no havia una taula global oficial que els llistés (tot que va existir un projecte per a intentar-ho anomenat UUCP Mapping Project), per a accedir-hi (per exemple per a adreçar-hi correu electrònic) es necessitava l'ús d'un bang path complet, que no seguia l'estil de sintaxi dels noms de domini, llevat que el programari usat hagués estat programat adequadament.